# Bujalance
Bujalance è un comune spagnolo di 8 000 abitanti situato nella comunità autonoma dell'Andalusia.